# Site-uri Google
Site-uri Google este un wiki structurat și un instrument de creare a paginilor web inclus ca parte a suitei gratuite bazată pe web Google Docs Editors. Serviciul include, de asemenea, Documente Google, Foi de calcul Google, Prezentări Google, Desene Google, Formulare Google și Google Keep. Site-uri Google este disponibil numai ca aplicație web. Aplicația permite utilizatorilor să creeze și să editeze fișiere online în timp ce colaborează cu alți utilizatori în timp real.

## Istorie
Site-uri Google a început ca JotSpot, numele și singurul produs al unei companii de software care oferea software social pentru întreprinderi. A fost vizat în principal întreprinderilor mici și mijlocii. Compania a fost fondată de Joe Kraus⁠(d) și Graham Spencer, co-fondatorii Excite.
În februarie 2006, JotSpot a fost numit parte din Business 2.0, „Next Net 25”, iar în mai 2006, a fost onorat ca unul dintre „15 Start-up-uri de urmărit” al InfoWorld. În octombrie 2006, JotSpot a fost achiziționat de Google. În 2007, Google a anunțat o tranziție prelungită de date a paginilor web create folosind Google Page Creator⁠(d) (română Creator de pagini Google) (cunoscut și sub numele de „Google Pages” (română Pagini Google) către serverele Site-uri Google. Pe 28 februarie 2008, Site-uri Google a fost lansat folosind tehnologia JotSpot. Serviciul era gratuit, dar utilizatorii aveau nevoie de un nume de domeniu, pe care Google l-a oferit pentru 10 USD. Cu toate acestea, începând cu 21 mai 2008, Site-uri Google a devenit disponibil gratuit, separat de Google Apps și fără a fi nevoie de un domeniu.
În iunie 2016, Google a introdus o reconstrucție completă a platformei Site-uri Google, denumită New Google Sites, împreună cu programul de tranziție de la Classic Google Sites. Noul Site-uri Google nu utilizează tehnologia JotSpot.
În august 2020, noul site-uri Google a devenit opțiunea implicită pentru crearea site-urilor web, și în noiembrie 2021, toate site-urile web realizate cu Site-uri Google clasice au fost arhivate.

## Prezentare generală
Creatorul site-ului poate invita alți utilizatori să colaboreze pe site și să controleze accesul acestora la materiale. Site-ul poate fi utilizat în mod privat, de exemplu, pentru a organiza un caiet wiki personal sau pentru a păstra înregistrările unui proiect privat, accesul la informații fiind permis numai după autorizare.
Lucrul pe site se desfășoară în editorul vizual. Google Sites oferă o serie de șabloane gata făcute care pot fi utilizate pentru a crea un site web. Puteți să vă creați propriul design folosind o tablă albă.
Serviciul Google Sites a înlocuit serviciul învechit Google Page Creator.
Începând cu 1 septembrie 2021, site-urile web din versiunea clasică a Google Sites nu mai sunt disponibile pentru vizitatori. Pentru a continua să funcționeze, site-ul trebuie să fie transferat la noua versiune a serviciului. Principalele actualizări: instrumente suplimentare de personalizare, posibilitatea de a organiza colaborarea pe site, adaptabilitatea site-ului pentru diferite tipuri de dispozitive, analiza datelor etc.
În septembrie 2021, există peste 222.000 de site-uri web care funcționează pe constructorul Google Sites.

## Limitări
- 100 de megabytes (cont gratuit) și 10 gigabytes (utilizatori Google Apps).
- Comentariile anonime nu sunt permise, doar utilizatorii autorizați pot modifica conținutul (inclusiv adăugarea de comentarii).
- Limitări în ceea ce privește personalizarea designului: sunt configurabile doar schema de culori, dimensiunea și stilul fontului, nu se poate edita codul, dar puteți integra propriul cod.
- Fișierul Sitemap este limitat la 1000 de linkuri, deși numărul de pagini de pe site nu este limitat.
- Inserarea unor obiecte în editorul vizual este posibilă doar la începutul paginii, trebuie să mutați manual obiectele în alte locuri din pagină.
- Din 2013, este interzisă plasarea de blocuri de reclame publicitare contextuale pe paginile Google Sites

## Cenzură
În urma unei hotărâri a tribunalului regional turc din 2009, toate paginile găzduite pe Site-uri Google au fost blocate în Turcia, după ce s-a afirmat că una dintre pagini conținea o insultă a fondatorului Turciei, Mustafa Kemal Atatürk. În 2012, Curtea Europeană a Drepturilor Omului (CEDO) a decis că blocarea reprezintă o încălcare a articolului 10 din Convenția Europeană a Drepturilor Omului (Yildirim împotriva Turciei, 2012). Blocajul a fost ridicat în 2014.